# 안씨가훈
《안씨가훈》(顔氏家訓)은 중국 6조시대(六朝時代)의 학자인 안지추(顔之推, 531-590 전후)의 저서 20편이다.
남조(南朝)의 귀족출신으로 양(梁)에서 출생한 안지추(顔之推)는 문인학자로서 이름이 높았으나, 양의 멸망 후 북조의 북제(北齊)·북주(北周)에서 벼슬하였고, 수(隋)의 초기에 소명되어 학사(學士)가 되었다가 얼마 후 병사하였다.
그의 박식은 풍부하고 엄숙한 체험 속에서 확증된 것으로서 가족 단위의 생활과 도덕을 존중하는 온건한 사회사상을 보전하였다. 이 저서는 그가 자손에게 준 훈계(訓戒)이다. 그 내용은 당시의 학술·교양·사상·문학·사회생활부터 언어·잡예(雜藝)까지의 사상(事象)을 구체적으로 서술한 것이다. 그 속에는 일관된 개인생활을 위한 생활방법이 기술되고 있다. 그는 타락한 남조 귀족사회를 비판하였고 극단적으로 습속(習俗)을 달리는 현학(玄學:六朝 道家思想)을 배격하였으며, 유교의 상식적인 합리주의를 사랑하여 전변(轉變)하는 사회에서 생존하기 위한 실용 가능(實用可能)의 학문, 이른바 '세상을 건지고 풍속을 이루는'학문을 권장하였다. 이 책의 상세하고도 구체적인 당시의 사회 묘사는 정사(正史) 이외에 거의 없는 6조(六朝)의 사료(史料)를 보충하는 귀중한 문헌이기도 하다.